# Hrabstwo Moniteau
Hrabstwo Moniteau (ang. Moniteau County) – hrabstwo w stanie Missouri w Stanach Zjednoczonych. Obszar całkowity hrabstwa obejmuje powierzchnię 764,59 mil2 (1 980 km²). Według danych z 2010 r. hrabstwo miało 15 607 mieszkańców. Hrabstwo powstało w 1845 roku, a jego nazwa wywodzi się od potoku Moniteau (ang. Moniteau Creek). Moniteau jest francuskim zapisem Manitou, który w językach algonkiańskich oznacza Wielkiego Ducha.

## Sąsiednie hrabstwa
- Hrabstwo Cooper (północny zachód)
- Hrabstwo Boone (północny wschód)
- Hrabstwo Cole (południowy wschód)
- Hrabstwo Miller (południe)
- Hrabstwo Morgan (południowy zachód)

## Miasta i miejscowości
- California
- Clarksburg
- Lupus
- Tipton
- Jamestown (wioska)